# Sallentins
Les Sallentins (en latin : Salentini ou Sallentini, en grec ancien : Σαλεντῖνοι), habitants de la région appelée Salente ou Salentine, sont un peuple antique de l'Italie du Sud qui vivent près des Iapyges et des Messapes en Calabre. Selon le géographe grec Strabon, ils « passent pour descendre d'une colonie crétoise. » Il ajoute : « La plupart des auteurs emploient indifféremment les noms de Messapie, de Iapygie, de Calabre et de Salentine pour désigner la presqu'île » qui va de Tarente à Brindes.
Ils sont soumis par les Romains en même temps que les Picéniens au début du IIIe siècle av. J.-C., après la guerre de Pyrrhus en Italie, et sont l'un des derniers peuples d'Italie à entrer sous la domination romaine.